# Leiothrix pilulifera
Leiothrix pilulifera là một loài thực vật có hoa trong họ Eriocaulaceae. Loài này được (Körn.) Ruhland mô tả khoa học đầu tiên năm 1903.